# CMA CGM Marco Polo
CMA CGM Marco Polo — одно из крупнейших судов-контейнеровозов мира, принадлежащее компании SNC Nordenskiold и эксплуатируемое французским оператором из Марселя CMA CGM. Построено на южнокорейской верфи Daewoo Shipbuilding & Marine Engineering 5 ноября 2012 года. В свой первый рейс с грузом рождественских подарков для жителей ЕС судно вышло под британским флагом 7 ноября 2012 года. Порт приписки — Лондон.

## История судна
В качестве заказчика на строительство восьми крупнейших в мире контейнеровозов выступила судоходная компания CMA CGM из Марселя, ограничив в связи с экономическим кризисом их количество в 2011 году до трёх. Киль судна под строительным номером 4161 был заложен на судостроительной верфи Daewoo Shipbuilding & Marine Engineering в Кодже (Южная Корея). Строительство судна было закончено 5 ноября 2012 года. 6 ноября 2012 года судно было принято в эксплуатации, а 7 ноября 2012 года контейнеровоз CMA CGM Marco Polo отправился в свой первый рейс по маршруту: Нинбо — Шанхай — Сямынь — Гонконг — порт Чиван — Яньтянь — порт Келанг — Танжер — Саутгемптон — Гамбург — Бремерхафен — Роттердам —Зебрюгге — Гавр — Мальта — Хор-Факкан — Джебель-Али с возвращением в Нинбо 23 января 2013 года.

## Техническое оснащение
Для лучшего обзора мостик и надстройка смещены вперёд. Первоначально планировалось установить четырнадцатицилиндровый двухтактный дизель марки Wärtsilä 14RT-flex96C, самый мощный из имевшихся в 2012 году на рынке. Однако впоследствии было решено, что во главу угла надо ставить экономичность, и судно получило 11-цилиндровую версию этого двигателя мощностью 68 000 кВт. Соответственно проектная скорость судна снизилась и составляет 22.5 узла